# El Cuervo, San Luis Potosí
El Cuervo är en ort i Mexiko.   Den ligger i kommunen Salinas och delstaten San Luis Potosí, i den centrala delen av landet, 400 km nordväst om huvudstaden Mexico City. El Cuervo ligger 2 103 meter över havet och antalet invånare är 149.
Terrängen runt El Cuervo är huvudsakligen platt, men österut är den kuperad. Runt El Cuervo är det ganska glesbefolkat, med 45 invånare per kvadratkilometer. Närmaste större samhälle är Salinas de Hidalgo, 18,6 km nordost om El Cuervo. Omgivningarna runt El Cuervo är i huvudsak ett öppet busklandskap.